# Diário de um Exorcista - Zero
Diário de um Exorcista - Zero é um filme brasileiro do gênero terror, suspense e sobrenatural dirigido por Renato Siqueira, roteirizado por Luciano Milici e produzido de forma independente por Siqueira e Beto Perocini. O filme é baseado no livro homônimo publicado pela Editora Generale em 2013 escrito por Luciano Milici e Renato Siqueira. Foi lançado em 25 de maio de 2016 pela distribuidora Europa Filmes e em 10 de agosto de 2017, teve seu lançamento mundial, sendo o primeiro filme brasileiro sobre possessões demoníacas a ser distribuído para 86 países ao entrar para Netflix.

## Sinopse
Inspirado em fatos reais, "Diário de um Exorcista" narra a terrível história de Lucas Vidal (Renato Siqueira), um padre nascido no interior cujo início da adolescência foi marcado por uma terrível tragédia: o suicídio de seu pai, Jonas Vidal (Edson Rocha). Teria essa horrível morte alguma ligação com o sobrenatural? Cercado por manifestações estranhas, a vida do jovem Lucas é milagrosamente direcionada ao sacerdócio. Quando adulto, em uma sinistra tarde de inverno, um antigo professor lhe apresenta a missão que sempre desejou, tornar-se assistente e aprendiz dos mais famosos padres exorcista, Pedro Biaggio (Luiz Marigo) e Thomas Biaggio (Fábio Tomasini). O que Lucas jamais imaginaria é que esse convite o colocaria de frente ao maior inimigo de Deus: o próprio Diabo.

## Elenco
Dados do site Boca do Inferno:
- Renato Siqueira como Lucas Vidal
- Luiz Marigo como Pedro Biaggio[7]
- Fábio Tomasini como Thomas Biaggio
- Lisa Negri como Julia Vidal (Senhora)[7]
- Silmara Túrmina como Irmã Maria Lúcia[7]
- Celso Batista como Padre José
- Diego Andrade como Padre Thomas Biaggio (Jovem)
- Fábio Cadôr como Padre Pedro Biaggio (Jovem)
- Priscilla Avelar como Julia Vidal
- Adriano Arbol como Renan
- Luciano Milici como Padre Jaime

## Lançamento
Diário de um Exorcista – Zero é a primeira produção independente de terror sobre possessões a ser lançada mundialmente em 4k (Ultra HD) com som em 5.1 e Estero 2.0 pela Netflix com dublagem em espanhol e legendas em Inglês, disponível para 86 países. Os produtores do filme não utilizaram dinheiro público, preferiram se valer de auto-suficiência financeira para produzir essa obra".

## Recepção
O website brasileiro AdoroCinema atribui ao filme uma nota média de 3.0/5 com base em resenhas dos usuários. Em sua crítica ao site Plano Crítico, Leonardo Campos deu-lhe três estrelas de cinco, publicou: "Ao passo que os seus 90 minutos de narrativa avançam, Diário de um Exorcista – Zero mostra-se bastante seguro dentro da difícil proposta, pois trabalhar com um subgênero tão desgastado não é tarefa fácil. E, por conta deste desgaste industrial, a trama não consegue trazer nada de diferente ao que habitualmente já assistimos antes. Isto, portanto, não deve ser visto como um problema, ao menos que você seja muito exigente em relação ao famigerado desejo por "novidades" que toma conta das plateias contemporâneas." Marcos Brolia, do Boca do Inferno, deu ao filme a mesma classificação e elogiou a sequência em que o Pe. Lucas precisa exorcizar sua própria irmã, Paula, sobre a qual escreveu: [...] num típico ritual romano, onde os efeitos especiais, sonoros e maquiagem são bastante críveis e de alto nível.